# Nikita Liamine
Nikita Andreïevitch Liamine (en russe : Никита Андреевич Лямин) est un joueur russe de volley-ball et de beach-volley né le 14 novembre 1985 à Gorki, en RSFS de Russie, (aujourd’hui Nijni Novgorod en Russie). Il mesure 2,03 m et joue central.

## Clubs
| Club                     | De        | À         |
| ------------------------ | --------- | --------- |
| Dinamo Moscou            | 2007-2008 | 2010-2011 |
| Goubernia Nijni Novgorod | 2011-2012 | ...       |

## Palmarès

### Volley-ball
- Ligue des champions
  - Finaliste : 2010
- Coupe de la CEV
  - Finaliste : 2014
- Championnat de Russie (1)
  - Vainqueur : 2008
  - Finaliste : 2011
- Coupe de Russie (1)
  - Vainqueur : 2008
  - Finaliste : 2011

### Beach-volley
- Championnats du monde
  - Médaillé de bronze : 2017